# Маслахат
Маслахат (до 27 жовтня 1994 року — Октябр; узб. Маслаҳат, Maslahat) — міське селище в Узбекистані, в Алтинкульському районі Андижанської області. Мiсто розташоване у Ферганській долині, на каналі Улугнар.
На момент 1990 року населення Маслахату становило 1,8 тис. мешканців . З 2009 року Маслахат має статус міського селища.